# Jessica Karlsson
Jessica Karlsson, född 15 januari 1975 är en svensk beachvolleyspelare. Hon har blivit svensk mästare två gånger (2005 tillsammans med Diana Ristic och 2008 tillsammans med Camilla Nilsson). Hon utsågs till årets genombrott 2004.